# ビーチボーイズ (曲)
「ビーチボーイズ」は、TBS系で放送されていたバラエティ番組『紳助社長のプロデュース大作戦!』発のシングル。2011年7月13日にYOSHIMOTO R and Cから発売された。歌は同番組発の素人ユニット・ビーチボーイズ。
プロデュース・作詞は同番組メインMCの島田紳助。2010年8月発売（沖縄限定）の「島風〜夢来人の唄〜」から約1年ぶり、番組関連の2作目かつ最後のCD作品である。

## 解説
「宮古島活性化プロジェクト」（企画内容は該当記事参照）の一環として開かれた民宿『夢来人』のサポートスタッフとして働いていたミキヤ・ケイスケ・ハットリ・セイゴの「ビーチボーイズ」4名が、島田紳助からの辞令でCDデビュー。全員が歌手経験のない一般人であったため、番組秘書を務める新選組リアンの関義哉が助っ人として加入（CD制作プロデューサー、ディレクターも新選組リアンと同じスタッフ）。レコーディングは東京都内で行われ、野口五郎が編曲・歌唱指導を担当した。
発売当日には東京・池袋サンシャインシティでイベントを開催し、約600人を動員。その後福岡・神奈川・愛知で連日イベントを行い、17日の大阪・千里セルシーでは2回公演で約1700人を動員した。
「オリコン20位以内に入れば第2弾シングルを発売、21位以下なら解散」というルールが定められた。初登場（最高位）17位を記録したが、同年8月の紳助の引退により番組自体が終了。民宿『夢来人』は9月で営業終了、ビーチボーイズも活動終了となった。
同年10月21日、新選組リアンが所属していたアキヤマ・オフィスのマンスリーライブにケイスケとハットリがゲスト出演し、関とともに歌を披露した。その後ミキヤ・ケイスケ・ハットリの3名はそれぞれ芸能活動を続けている。

## 収録内容
初回盤（CD＋DVD）・通常盤（CDのみ）の2種形態での発売。

### CD
1. ビーチボーイズ
  - 作詞：カシアス島田、作曲：平義隆、編曲：野口五郎
2. 離道（別れ）
  - 作詞：カシアス島田、作曲：松井亮太、編曲：野口五郎
3. ビーチボーイズ KARAOKE
4. 離道（別れ） KARAOKE

両作ともバックトラックの演奏をすべて野口が担っている。森公平（新選組リアン）・松岡卓弥がコーラスで参加。

### DVD
（初回盤のみ）
- ビーチボーイズ MUSIC VIDEO

### 特典
- 全国握手会参加券（初回盤・通常盤初回生産分）
- オリジナルポストカード・写真（予約購入者先着順）

## 「ビーチボーイズ」メンバー
※責任者兼助っ人の関義哉（新選組リアン）を除く、民宿『夢来人』従業員であった4名について。
ミキヤ
1989年生。千葉県出身。民宿での担当は「スイーツ」。ビーチボーイズのリーダー。
以前から未来弥の芸名で『Fine』レギュラーモデルや俳優として活動していた。ビーチボーイズ参加時は大学を休学中。解散後はモデル・芸能活動に復帰。
ケイスケ
1986年生。岩手県出身。民宿での担当は「牧場」。
本名および後の芸名は大久保圭祐。加入時の本職はスタイリスト。企画終了時に進路を明言していなかったが、2011年12月に舞台に出演し俳優デビュー。以降俳優・モデル兼スタイリストとして活動。
ハットリ
1988年生。青森県出身。民宿での担当は「畑」。
本名および後の芸名は服部喜照。元海上自衛官。オーディション時から俳優志望を明言していた。2012年2月に芸能事務所所属と俳優集団NAKED BOYZ加入（第3期メンバー）が決まり、以降舞台・バラエティ等で活動。
セイゴ
1991年生。大阪府出身。民宿での担当は「料理」。
本名は出石聖悟。あくまでも民宿の従業員志願者としてオーディションに参加しており、CDデビュー決定時も芸能界入りの意思はないことを主張した。解散後は大阪に戻り就職。